# Liberijski dolar
Liberijski dolar, ISO 4217: LRD je službeno sredstvo plaćanja u Liberiji. Označava se simbolom L$, a dijeli se na 100 centi.

Liberijski dolar je uveden 1847. godine, kada je bio u optjecaju paralelno s američkim dolarom, i to u omjeru 1:1.

U optjecaju su kovanice od 5, 10, 25, 50 centi, te 1 dolar, i novčanice od 5, 10, 20, 50 i 100 dolara.